# تپه براشلو
تپه براشلو مربوط به دوره نوسنگی است و در فسا، ۸ کیلومتری شمال شهرک جدید فاز ۵، منطقه براشلو، کنار چشمه براشلو واقع شده و این اثر در تاریخ ۲۶ اسفند ۱۳۸۶ با شمارهٔ ثبت ۲۱۸۴۰ به‌عنوان یکی از آثار ملی ایران به ثبت رسیده است.